# 12106 Менхуан
12106 Менхуан (12106 Menghuan) — астероїд головного поясу, відкритий 22 травня 1998 року.
Тіссеранів параметр щодо Юпітера — 3,527.